# 一フッ化クロリル
一フッ化クロリル（いちフッかクロリル、英: chloryl monofluoride）は、化学式が ClO2F と表されるクロリルのフッ化物で、酸素を含む化合物とフッ化塩素との反応における一般的な副生物である。これは塩素酸の酸ハロゲン化物でもある。

## 合成
ClO2F は、1942年に Schmitz と Schumacheb によって初めて報告された。彼らは ClO2 のフッ素化によって ClO2F を合成した。現在はより簡便に塩素酸ナトリウムと三フッ化塩素との反応で合成され、真空蒸留によって精製される。これによって、他の生成物とは別に ClO2F を選択的に得られる。ClO2F は-6 °Cで沸騰するガスである。
{\displaystyle {\ce {6NaClO3\ + 4ClF3 -> 6ClO2F\ + 2Cl2\ + 3O2\ + 6NaF}}}

## 構造
VSEPR則によって予測されたように、この化合物は O2F2 と対照的に三角錐形の構造をとる。この構造の違いは、よりサイズが大きく、酸素とフッ素によって高い酸化数をとることができる塩素の傾向を反映している。
関連した Cl-O-F 化合物、一フッ化ペルクロリル（中国語: 高氯酰氟） ClO3F の構造は四面体形である。